# Vetenskapsåret 1807

## Händelser
- Humphry Davy lyckas isolera kalium och natrium.
- Louis Joseph Gay-Lussac upptäcker att ingen temperatursäkning sker då gaser får expandera fritt.

### Medicin
- Okänt datum -  Samuel Hahnemann blir först med termen 'homeopathi' i sin essä, "Indications of the Homeopathic Employment of Medicines in Ordinary Practice", publicerad i Versammlung der Hufelandische medicinisch-chirurgischen Gesellschaft.[1]

## Pristagare
- Copleymedaljen: Everard Home, brittisk läkare

## Födda
- 22 april - Luigi Palmieri (död 1896), italiensk fysiker och meteorolog.
- 10 maj - Jean Victor Coste (död 1873), fransk naturforskare.
- 28 maj - Louis Agassiz (död 1873), schweizisk-amerikansk zoolog och geolog.
- 8 juni - Arnold Escher von der Linth (död 1872), schweizisk geolog.
- 28 september - Arnold Henry Guyot (död 1884), schweizisk geolog.
- 14 november - Auguste Laurent (död 1853), fransk kemist.

## Avlidna
- 27 februari - Louise du Pierry (född 1746), fransk astronom.
- 4 april - Joseph Jérôme Lefrançois de Lalande (född 1732), fransk astronom.
- 14 april - Jeremias Benjamin Richter (född 1762), tysk kemist.
- 13 juli - Jean Bernoulli (född 1744), schweizisk matematiker och astronom.
- 9 augusti - Valentin Rose (född 1762), tysk kemist.

### Fotnoter
1. ↑  Gumpert, Martin (1945). Hahnemann: the Adventurous Career of a Medical Rebel (English-language). New York: Fischer. sid. 130